# The Incredible Melting Man
The Incredible Melting Man és una pel·lícula de ciència-ficció de terror estatunidenca de 1977 dirigida i escrita per William Sachs. La trama tracta d'un astronauta el cos del qual comença a fondre's després d'haver estat exposat a la radiació durant un vol espacial a Saturn, el que el porta a cometre assassinats i consumir carn humana per sobreviure. Durant la postproducció, els productors van tornar a gravar escenes sense la participació de Sachs. La pel·lícula va tenir com a protagonista Alex Rebar com a personatge principal, al costat de Burr DeBenning com a científic que intentava ajudar-lo i Myron Healey com a general de la Força Aèria dels Estats Units que buscava capturar-lo. Mentre escrivia i rodava, Sachs es va veure influenciat per La nit dels morts vivents. Amb els canvis de la productors, la pel·lícula final ha estat descrita com un remake de First Man into Space (1959), que alhora estan directament influenciades per L'experiment del Dr. Quatermass, tot i que Sachs no havia vist mai cap d'aquestes pel·lícules.
El guió que Sachs va dramatitzar estava pensat originalment com una paròdia de pel·lícules de terror, però es van editar escenes còmiques durant la producció i es van afegir noves escenes de terror. Sachs va afirmar que els productors van decidir durant el rodatge que una pel·lícula de terror directa tindria més èxit econòmic i que la pel·lícula ho va patir com a resultat. The Incredible Melting Man va ser produït per American International Pictures, que també s'encarregava de la distribució teatral, mentre que Columbia Pictures s'encarregava dels drets internacionals sota el segell Columbia-EMI-Warner Distributors. La pel·lícula inclou diversos homenatges a les pel·lícules de ciència-ficció i de terror dels anys cinquanta. L'aratista del Maquillatge Rick Baker va proporcionar els efectes de maquillatge sagnants per a la pel·lícula. Originalment va crear quatre etapes diferents de disseny de maquillatge perquè el cos del personatge principal semblés fondre's gradualment, però finalment es van tallar les etapes de la pel·lícula final.
La pel·lícula va tenir èxit comercial, però va rebre crítiques en gran part negatives, tot i que fins i tot les crítiques van felicitar els efectes de maquillatge de Baker. Segons l'escriptor/director Sachs, moltes escenes que els productors van tornar a rodar i van canviar van resultar problemàtiques a causa de la seva actuació inferior. The Incredible Melting Man va aparèixer a la comèdia It Came from Hollywood (1982) i va inspirar els efectes de maquillatge d'una escena de la pel·lícula d'acció de ciència-ficció RoboCop (1987). També va aparèixer en un episodi de la temporada 7 de la sèrie de televisió de comèdia Mystery Science Theatre 3000 i en l'episodi 108 de la secció El millor del pitjor a RedLetterMedia.

## Argument
Durant un vol espacial cap a Saturn, tres astronautes s'exposen a una explosió de radiació que en mata dos i fereix greument el tercer, el coronel Steve West. De tornada a un hospital de la Terra, West es desperta i s'horroritza al trobar que la carn de la seva cara i les seves mans es fonen. Histèric, ataca i mata una infermera (Bonnie Inch), després escapa de l'hospital en pànic. El doctor Loring i el doctor Theodore "Ted" Nelson, un científic i amic de West, descobreixen que el cadàver de la infermera emet una radiació feble i s'adonen que el cos de West s'ha tornat radioactiu. Nelson creu que West s'ha tornat boig i conclou que ha de consumir carn humana per frenar la fusió. Nelson truca al general Michael Perry, un oficial de la Força Aèria dels Estats Units familiaritzat amb l'accident de West, i el general accepta ajudar a Nelson a trobar-lo.
West ataca i mata un pescador en un bosc, després es troba allà i espanta una nena petita, Carol, però ella escapa il·lesa. Nelson i Perry arriben a l'escena del crim on es va trobar el cos del pescador. El xèrif Neil Blake sospita que Nelson sap alguna cosa, però Nelson no li diu res perquè Perry li havia informat abans que qualsevol informació sobre West estava classificada. Més tard aquella nit, Nelson torna a casa amb la seva dona embarassada Judy, que li diu que la seva mare Helena i el xicot d'Helen, Harold, vindran a sopar. En el seu camí, però, l'Helen i l'Harold són assassinats per West.
Quan Blake troba els cossos, truca a Nelson, que surt a identificar-los. Després que en Blake demani una explicació amb ira, Nelson revela a contracor l'estat de West. Nelson creu que d'alguna manera West s'està fent més fort com més es descompon el seu cos. De tornada a casa de Nelson, West ataca i mata en Perry, tot i que Judy no es fa mal. Nelson i Blake arriben just quan West escapa. West es troba llavors amb la casa d'una parella casada. West mata l'home i ataca la seva dona, però ella l'allunya després de tallar-li el braç. Blake rep una trucada sobre l'atac i porta Nelson amb ell per investigar.
Segueixen West fins a una central elèctrica gegant. Blake intenta disparar a West amb una escopeta, però West llança el xèrif a les línies elèctriques, matant-lo. West tomba Nelson per sobre d'una barana, deixant el metge penjat al costat. Nelson apel·la a West, recordant-li que eren amics, i West decideix treure Nelson a un lloc segur. Llavors arriben dos guàrdies de seguretat armats i, en pànic, disparen mortalment a Nelson a la cara mentre intenta protegir West. West enfurismat mata els guàrdies de seguretat i s'ensopega. Després d'ensorrar-se contra el costat d'un edifici, es fon lentament i completament. L'endemà al matí, un conserge troba les seves restes sagnants i casualment les frega a un contenidor d'escombraries. Informes de ràdio entusiastes anuncien la propera missió tripulada a Saturn.

## Repartiment
- Alex Rebar - Steve West
- Burr DeBenning - Dr. Ted Nelson
- Myron Healey - General Michael Perry
- Michael Alldredge - Sheriff Neil Blake
- Ann Sweeny - Judy Nelson
- Lisle Wilson - Dr. Loring
- Julie Drazen - Carol
- Edwin Max - Harold
- Dorothy Love - Helen Nelson
- Jonathan Demme - Matt Winters
- Janus Blythe - Nell Winters
- Leigh Mitchell – Mare de Carol
- Cheryl Smith - Sandra
- Stuart Edmond Rodgers - Noi
- Chris Witney - Noi
- Don Walters - Fotògraf
- Samuel W. Gelfman - Pescador
- Bonnie Inch - Infermera
- Mickey Lolich - Guàrdia de seguretat
- Westbrook Claridge - Guàrdia de seguretat

## Producció

### Guió
The Incredible Melting Man va ser escrit i dirigit pel cineasta William Sachs. La idea de la pel·lícula li va sorgir quan la seva mare, que treballava a l'oficina d'una empresa de pintura en aerosol, li va mostrar "coses enganxoses" que s'utilitzaven com a base per a la pintura en aerosol i, en broma, li va suggerir que fes una pel·lícula. amb aquest material. Durant l'escriptura, Sachs es va veure influenciat per La nit dels morts vivents i volia donar a la pel·lícula una sensació de pel·lícula de terror dels anys 50. Però la pel·lícula final, amb la seva estructura modificada pels productors en postproducció, ha estat descrita per algunes fonts, com ara la revista de cinema Cinefantastique i el llibre de 1995 Cult Science Fiction Films: com a remake de First Man into Space (1959), una altra pel·lícula sobre un astronauta que es converteix en un monstre després d'un accident a l'espai. L'historiador del cinema de ciència-ficció Gene Wright va suggerir que la pel·lícula final estava fortament influenciada per L'experiment del Dr. Quatermass (1955), una pel·lícula de terror britànica sobre un astronauta que comença a mutar en un organisme alienígena després d'un vol espacial. Sachs, tanmateix, no havia vist mai cap d'aquestes pel·lícules, i el seu guió original tenia una estructura molt diferent. Originalment havia escrit el guió de The Incredible Melting Man com una paròdia de pel·lícules de terror. Segons Michael Adams, un crític de cinema que va entrevistar Sachs, aquesta va ser la raó per la qual la pel·lícula va barrejar l'horror amb moments còmics, com quan l'orella separada d'Steve West s'enganxa a un arbre i quan un conserge escombra el cos fos de West en un contenidor d'escombraries al final de la pel·lícula. Adams afirma que això explica diverses línies de diàleg còmiques que d'altra banda no són coherents amb la resta de la pel·lícula, inclòs un moment en què els homes sense llar noten West que es fon i es diuen entre ells: "Si creus que tenim problemes, mira aquest tipus". En la versió original de Sachs, la pel·lícula es va obrir amb el pla gran angular de la infermera corrent pel passadís; això no hauria estat en càmera lenta, a diferència de la pel·lícula final, on els productors la reproduïen al lent. Només més tard els espectadors haurien après a poc a poc els antecedents de l'home que es fon. Totes les escenes que mostraven els astronautes a l'espai i el personatge principal a l'hospital es van tornar a rodar durant la postproducció sense influència del director, i Sachs va criticar tant l'actuació en aquestes escenes com la manera com reestructuren la pel·lícula. Hi ha problemes lògics a la pel·lícula final a causa de les escenes re-gravades; mai s'explica del tot com la nau espacial de West va tornar a la Terra des de Saturn quan el mateix West va resultar ferit tan greument i els altres dos membres de la seva tripulació van morir tots dos.
Welch D. Everman, autor de Cult Science Fiction Films, va assenyalar diversos homenatges de la pel·lícula a les pel·lícules de ciència-ficció i terror dels anys 50. El títol en si és una referència a la pel·lícula de Jack Arnold The Incredible Shrinking Man (1957), i l'escena final quan un reportatge de ràdio anuncia un altre viatge a Saturn, donant a entendre que es podria produir un altre accident, era un dispositiu comú a les pel·lícules de terror dels anys 50. Una diferència, assenyalada per Everman, és que a les pel·lícules de la dècada de 1950, els encobriments governamentals i les agendes secretes sovint s'atribuïen al bé del públic en general, mentre que The Incredible Melting Man, com moltes pel·lícules de finals de la dècada de 1970 del seu gènere, va suggerir el contrari. Variety va descriure el guió, a més dels seus elements de terror, com "una història humana que intenta deixar un missatge moral com si la societat o l'horrible criatura que persegueix és realment la més destructiva".

### Càsting
Alex Rebar, en una de les poques aparicions cinematogràfiques al llarg de la seva carrera com a actor, va interpretar a Steve West. Burr DeBenning interpretava al Dr. Ted Nelson, i el general Michael Perry fou interpretat per Myron Healey, qui segons les notes d'Everman, sovint feia de vilà a les pel·lícules de ciència-ficció de la dècada del 1950. El director de cinema Jonathan Demme va interpretar el petit paper de Matt Winters, una de les víctimes de West. Rainbeaux Smith, més coneguda per les seves aparicions a pel·lícules B i pel·lícules d'explotació, va aparèixer a The Incredible Melting Man com a model que troba una de les víctimes de West mentre intenta evitar que un fotògraf que busqui fer-li fotos explícites.

### Rodatge
El productor Max Rosenberg, més conegut per les seves pel·lícules de terror i sobrenaturals, va proporcionar el finançament de The Incredible Melting Man. Samuel W. Gelfman va ser el productor de la pel·lícula i American International Pictures va exercir tant de productora com de distribuïdora. Segons Sachs, Gelfman i Rosenberg van decidir durant el rodatge que una pel·lícula de terror total tindria més èxit econòmic que una paròdia, de manera que moltes de les escenes còmiques es van editar i es van rodar noves escenes de terror i es van afegir a la pel·lícula. Sachs va dir que sentia que la pel·lícula se li va treure, i que va patir com a resultat perquè els productors van intentar que fos una comèdia i una pel·lícula de terror, fracassant així en totes dues. Sachs va dir sobre la decisió: "Com pot acabar una pel·lícula de terror seriosa amb el monstre que és introduït amb una pala a un contenidor d'escombraries?"
L'artista del make up Baker va proporcionar els efectes especials de maquillatge per a The Incredible Melting Man, que incloïa la fusió gradual de Steve West. Rebar portava aparells facials que simulaven la fusió de la carn, i les seves mans i peus estaven equipats amb substàncies líquides que van caure mentre caminava, creant l'aspecte que el cos de West s'estava ensorrant. Durant una escena, el cap tallat d'un pescador assassinat cau per una cascada i s'estavella contra les roques de sota. Per crear l'efecte, Baker va utilitzar un cap de gelatina amb un crani de cera i sang falsa a l'interior, que va esclatar a l'impacte.
Baker va crear quatre etapes diferents de disseny de maquillatge perquè West semblés fondre's gradualment a mesura que passava el temps. No obstant això, després que la pel·lícula va passar per dues etapes d'edició separades, aquestes etapes de maquillatge es van eliminar finalment del tall final, i el personatge sembla generalment el mateix al llarg de la pel·lícula. Richard Meyers, autor de The World of Fantasy Films, va dir que l'actor Rebar era impacient i poc cooperatiu amb les àmplies sessions de maquillatge requerides per als efectes i, per tant, no portava tots els aparells facials dissenyats per Baker. Això, va dir Meyers, podria haver estat un factor addicional en la manca d'etapes d'efecte de maquillatge a la pel·lícula final. La versió de la pel·lícula rodada per Sachs no va incloure cap escena amb West abans de patir l'enverinament per radiació que va provocar que el seu cos es fongués. No obstant això, aquestes escenes van ser tornades a rodar més tard pels productors sense la participació de Sachs.
Harry Woolman va treballar en els efectes especials juntament amb Baker, i Willy Curtis va treballar com a director de fotografia de la pel·lícula. Algunes escenes incloïen errors de fotografia, inclòs un. en què la llum brilla per la finestra de la cuina des de l'exterior encara que se suposa que és de nit. Michel Levesque s'encarregà de la direcció artística, i la banda sonor fou composta pel director de la London Philharmonic Orchestra Arlon Ober.
Durant la postproducció, com que els productors van decidir canviar la pel·lícula per una pel·lícula de terror més seriosa, van filmar nombroses escenes amb aquest propòsit sense la participació del director. Entre aquestes escenes hi ha tot el pròleg dels astronautes a l'espai i West despertant-se en un hospital; aquestes són les úniques escenes en què es veu la cara de Rebar sense maquillatge. A més, la pel·lícula va ser reeditada àmpliament pels productors. Sachs va criticar l'actuació en aquelles escenes re-grabades, així com el canvi de to que aporten a la pel·lícula juntament amb la reedició per part dels productors.

## Llançament

### Distribució
La distribució de The Incredible Melting Man va ser a càrrec d'American International Pictures, amb la participació del productor i distribuïdor de pel·lícules Irwin Yablans, especialitzat principalment en pel·lícules B i pel·lícules de terror de baix pressupost.Un tràiler publicat per a la pel·lícula va intentar crear tensió en no revelar el monstre de seguida. En canvi, mostrava parts de l'escena immediatament abans que la infermera fos assassinada, en què corre per un passadís cridant i després s'estavella per una finestra de vidre intentant escapar de West, que només es mostra cap al final del tràiler. En alguns anuncis, el monstre de la pel·lícula va ser descrit com "la primera NOVA criatura de terror". Com a truc de promoció, es van fer i vendre espelmes per anunciar la pel·lícula.
Un cartell de la pel·lícula incloïa la declaració: "Rick Baker, el nou mestre dels efectes especials, que t'ha portat la màgia de L'exorcista i et va donar la meravella de King Kong, ara us ofereix la seva millor creació, The Incredible Melting Man". Tot i que Baker va col·laborar amb els efectes a L'exorcista (1973), Dick Smith va ser el maquillador que va treballar principalment en aquesta pel·lícula, no Baker. El director de L'exorcista William Friedkin estava tan enfadat amb el cartell que, en veure'l a la paret d'un soci, el va trencar a trossos. Baker, que no sabia del cartell, es va horroritzar per la campanya de publicitat i es va disculpar públicament per ella, afirmant: "En Dick volia ajuda, així que primer vaig sortir a fer una mica de feina al maniquí el cap del qual gira 360 graus. Realment no vaig fer res creatiu, només vaig treballar".

### Recepció
| «                                            | The Incredible Melting Man és una experiència cinematogràfica singular que realment està a l'altura del seu títol esbojarrat i pulp. Originalment pensada com un homenatge als grans horrors de l'"edat atòmica" dels anys cinquanta, la sàtira intel·ligent de William Sachs va ser recuperada pel seu distribuïdor original per treure profit de la bogeria del terror. | » |
| — sobre The Incredible Melting Man, chud,com | |   |

The Incredible Melting Man va rebre crítiques en gran part negatives. Té un 8% de qualificació podrida a l'agregador de ressenyes Rotten Tomatoes. S'ha classificat entre les 100 pel·lícules pitjors de la Internet Movie Database, tot i que també hi ha hagut crítiques molt favorables. New York Post va donar fe del "senzill domini del mitjà" de Sachs.". Tom Buckley de The New York Times la va descriure com a mal escrita i dirigida, anomenant-la una de les moltes pel·lícules pobres d'estiu que s'estrenaven "per cobrir la necessitat dels operadors d'autocinemes d'alguna cosa barata per posar a la pantalla als nens als cotxes per ignorar-los o riure's". L'escriptor de The Globe and Mail Robert Martin va elogiar els efectes de maquillatge de Baker i va dir que el director Sachs va fer un treball de tensió eficient. No obstant això, Martin va criticar fermament el guió i l'actuació, al·legant que "la lògica i el caràcter s'abandonen a favor del suspens i l'horror", i va dir que els elements positius de la pel·lícula no eren prou forts per superar els negatius. John Foyston de The Oregonian va condemnar fermament la pel·lícula com a gratuïtament cruenta amb personatges desmotivats. La va declarar pitjor que la pel·lícula de terror Manos: The Hands of Fate (1966), que es considera àmpliament una de les les pitjors pel·lícules mai fetes. Rick Worland, professor de cinema a la Meadows School of the Arts que va escriure un llibre sobre pel·lícules de terror, va dir que hi havia "poc a recomanar" sobre The Incredible Melting Man'  a més dels efectes de maquillatge de Baker. Richard Meyers, un novel·lista que també va escriure sobre pel·lícules de ciència-ficció, va qualificar la pel·lícula de confusa i avorrida: "Tot i que la pel·lícula no havia de ser un estudi savi de les malalties de l'espai exterior, almenys hauria d'haver estat emocionant". Meyers va felicitar els efectes visuals de Baker, però va dir que el seu treball es va veure minat per la mala filmació i la impaciència de l'actor Rebar amb els efectes de maquillatge.
Una ressenya de 1985 al llibre The Motion Picture Guide deia: "La pel·lícula intenta equilibrar l'horror amb la moral, però acaba en el millor dels casos inestables". La ressenya va descriure els efectes especials com "d'acord, però no tan horripilants com la pel·lícula pretén que són". En una ressenya escrita poc després de l'estrena de la pel·lícula, Variety va escriure que la pel·lícula "la majoria de les vegades aconsegueix explicar una història i mantenir l'interès del públic", i que el guió incloïa no només horrors, sinó també una història humana amb un missatge moral sobre la societat. No obstant això, la ressenya també va qualificar el diàleg de "triturat", va descriure algunes escenes com "tècnicament incorrectes" i va dir que la pel·lícula era decebedora per quedar-se amb els personatges normals en lloc del monstre. Gene Wright, que va escriure un llibre sobre pel·lícules de ciència-ficció, va dir que la pel·lícula "intenta combinar el pathos amb un horror impressionant, però no pot resistir-se a anar per les entranyes amb un excés de gore".La Guide to Movies and Videos de Blockbuster Inc. va donar a la pel·lícula 2,5 estrelles sobre 4, i la va descriure com "poc emocionant i artificiosa, tot i que el maquillatge brut de Rick Baker és innegablement efectiu". A The Encyclopedia of Science Fiction Movies, Phil Hardy la va descriure com una pel·lícula millor que la mitjana però "desigual" i va dir el director William Sachs hi va injectar un sentit d'"humor groller". Tanmateix, Hardy va dir que el concepte central va inspirar més risa que terror, i va anomenar els efectes especials "només rutina".
Algunes crítiques van ser més positives. Welch D. Everman, autor de Cult Science Fiction Films, va comparar la relació entre West i Nelson amb la de Victor Frankenstein i el seu monstre a la novel·la de Mary Shelley Frankenstein. Everman va escriure "Aquest és el tipus de pel·lícula que hem arribat a esperar d'AIP: feta barata, desagradable i molt divertida". John W. Bowen del Belleville Intelligencer va dir que li agradava l'estil "camp" de la pel·lícula, i va afegir: "És alhora inexplicable i trist que aquest producte inferior amb dany cerebral però ferotgement determinat mai no va obtenir més que un petit culte seguit al llarg dels anys". Una crítica de 1978 a The Review of the News va dir: "Les pel·lícules com The Incredible Melting Man no estan fetes per ser bones; estan fets per fer por. Per a qualsevol que vulgui posar-se la pell de gallina a la seva carn, aquest és suficient per donar-vos el valor dels vostres diners". Matt Maiellaro, co-creador de les sèries de Cartoon Network Aqua Teen Hunger Force, va dir la pel·lícula. el va inspirar a començar a fer pel·lícules, afegint, "Quan tenia vuit anys, vaig veure The Incredible Melting Man i sabia que les pel·lícules de terror serien una gran religió a la meva vida". El director de sèrie Z, Tim Ritter. va dir que es va inspirar parcialment per entrar al món de l'espectacle en veure un tràiler de The Incredible Melting Man als 9 anys. a dir Ritter, "Era massa jove per veure la pel·lícula, però el tràiler realment va entrar a la meva imaginació".

### Mitjans domèstics
The Incredible Melting Man va ser llançada en VHS el 1986 per Vestron Video, i va ser republicada el 1994 per Orion Pictures Library, encara que a diferència d'altres llançaments d'Orion VHS, no es va remasteritzar digitalment. Al setembre de 2000, The Incredible Melting Man es va publicar de nou en VHS com a part de "Midnite Movies", una línia de pel·lícules B i pel·lícules d'explotació llançades al vídeo domèstic per Metro-Goldwyn-Mayer. Encara que actualment no està disponible en DVD a Regió 1, va ser llançada a la Regió 2 per CMV Laservision el 2 de febrer de 2003. A més de la vídeos domèstics i llançaments de DVD, The Incredible Melting Man s'ha presentat a diversos festivals de cinema, inclòs el Visions Film Festival de 1987 al Enmore Theatre a Sydney, Austràlia; el B-Fest de 2007 a Chicago; l’Horrorama Movie Festival de 2008 a Englewood, Colorado; i la Groovy B-Movie Marathon de 2010 a Durham, Carolina del Nord. Scream Factory va estrenar la pel·lícula en Blu-ray el 2013.

## Llegat
La pel·lícula va aparèixer a It Came from Hollywood", una pel·lícula de comèdia de 1982 que inclou una recopilació de clips de més de 100 pel·lícules B des dels anys 30 fins als 70, que es mostren entre segments amb guió interpretats per còmics. Els efectes de Baker de The Incredible Melting Man van inspirar els efectes de maquillatge per a una escena de la pel·lícula de ciència-ficció i acció RoboCop (1987). Durant l'escena, Emil Antonowsky (Paul McCrane) intenta xocar RoboCop amb la seva furgoneta, però en canvi, accidentalment, condueix a una tina de residus tòxics, fent que la carn es fongui de la seva cara. i mans. Aquests efectes van ser concebuts i dissenyats per l'artista d'efectes de maquillatge especials Rob Bottin, que es va inspirar en el treball de Baker a The Incredible Melting Man i va batejar els efectes RoboCop com a "the Melting Man" com a homenatge. a la producció.
Un cartell de la pel·lícula va aparèixer a la comèdia de 1990 Sol a casa a la paret del dormitori del germà del personatge Keven McCallister, Buzz.
The Incredible Melting Man va ser presentada i triturada en un episodi de Mystery Science Theatre 3000. La pel·lícula va aparèixer al quart episodi del programa  setena temporada, que es va emetre a Comedy Central el 24 de febrer de 1996. Michael J. Nelson, escriptor en cap del xou, va parlar despectivament de la pel·lícula mentre la descrivia a la premsa: "La trama és, i no estic fent broma aquí, la trama és que un noi s'està fonent. Aquesta és la trama".